# Свято-Елизаветинский монастырь (Бухендорф)
Свято-Елизаветинский монастырь или Монастырь в честь преподобномученицы Елизаветы (нем. Frauenkloster der Heiligen Großfürstin Elisabeth) — единственный женский православный монастырь Берлинской и Германской епархии Русской православной церкви заграницей. Расположен в Бухендорфе, в 19 км от города Мюнхена и в 17 км от мужского монастыря преподобного Иова Почаевского.

## История
Монастырь был основан 1 октября 2005 года в селении Бухендорф, в помещениях, снятых в долговременную аренду на 99 лет у монахинь католического ордена, основанного Мэри Уорд. В бывшей католической капелле был устроен домовый храм, где ныне ежедневно совершается полный цикл богослужений суточного круга. Старинный иконостас, установленный в храме, с 1867 по 1881 годы принадлежал домовой Никольской церкви графа Николая Адлерберга в Гельсингфорсе и был пожертвован графу вместе с литургическими сосудами царём Александром II из его императорской дачи в Финляндии. Позднее церковь и иконостас переместились в имение Адлерберга на озере Тегернзее, а в 1921 году семейство Адлерберга предоставило иконостас во временное пользование Никольской общине в Мюнхене. В 1942 году потомки Адлербергов (которые к тому времени уже утратили связь с православием) подарили иконостас вместе с богослужебными сосудами и священническими облачениями мюнхенскому приходу, а тот в свою очередь передал реликвии образовавшейся женской монашеской общине.
13 июля 2006 в монастыре состоялся «день открытых дверей», в котором приняли участие архиепископ Марк (Арндт), епископ Агапит (Горачек), обитель имела честь принимать у себя в гостях представителей Сербской православной церкви: епископа Константина (Джокича) и протоиерея Слободана Милуновича, а также представителя Румынской православной церкви епископа Софиана (Пэтрунжела).
Летом 2006 года в Свято-Елисаветинском монастыре в Бухендорфе впервые был открыт летний лагерь для девочек возрастом от 8 до 13 лет. В дальнейшем детский лагерь станет ежегодным.
14 мая 2009 года Указом Архиерейского Синода Русской зарубежной церкви настоятельницей обители назначена монахиня Мария (Сидиропуло).
Архитектором Иваном Канаевым разработан проект строительства в монастыре деревянного собора в честь Святой мученицы Елизаветы.
Монастырь активно занимается миссионерской деятельностью в среде немецкого населения. При монастыре действуют швейная и переплётная мастерские. Осуществляется перевод православной литературы на немецкий язык.
С 2005 года при монастыре действует летний Марфо-Мариинский лагерь для девочек. Число насельниц составляет десять человек.
17-18 июля 2015 года, в день памяти Алапаевских мучеников, монастырь отмечал свой престольный праздник и десятилетие. Согласно постановлению Архиерейского Синода Русской Зарубежной Церкви, архиепископ Марк возвел монахиню Марию (Сидиропулу) в сан игумении.
10 октября 2015 года в Бухендорфе состоялось празднование десятилетия со дня основания женского монастыря в честь преподобномученицы Великой Княгини Елизаветы. Богослужения совершили архиепископ Берлинский и Германский Марк (Арндт), епископ Штутгартский Агапит (Горачек), настоятель мужского Монастыря Крупа в Далматии игумен Гавриил (Стеванович) (Сербская Православная Церковь), клирик обители иеромонах Авраамий (Диркс), протоиерей Сергий Маношкин, протоиерей Илья Лимбергер, протоиерей Николай Забелич, протоиерей Виктор Вдовиченко, иерей Андрей Сикоев, иерей Валерий Михеев, иерей Андрей Березовский, иерей Анатолий Шефер и иерей Виктор Мешко, при протодиаконе Георгии Кобро и иеродиакон Корнилии (Литвиченко). Вместе с настоятельницей обители игуменией Марией, за Литургией молились также настоятельница женского монастыря равноапостольной Марии Магдалины в Гефсимании игумения Елизавета и настоятельница женского монастыря Прерадовац игумения Фекла (Шумадийская епархия, Сербская православная церковь). На празднование собралось также множество гостей из России, Англии, Сербии, Австрии, со Святой Земли, Швейцарии. Среди почетных гостей обители присутствовали Их Королевские Величества Максимилиан, маркграф Баденский с супругой Валерией фон Баден; представитель управления в Гаутинге госпожа Шрекнерт; директор гимназии в Гаутинге, прихожанка кафедрального собора в Мюнхене, Надежда Вишневская.
Монастырь закрыт для посещения с 12:00 до 14:00 и с 16:00 до 18:00, а монахини не имеют благословения общаться с паломниками.